# Милош, Любо
Любомир «Любо» Милош (хорв. Ljubomir "Ljubo" Miloš; 25 февраля 1919, Шамац — 20 августа 1948, Загреб) — хорватский военнослужащий, усташ, комендант концлагеря Ясеновац, виновный в ряде военных преступлений Второй мировой войны. В мае 1945 года он бежал из Югославии в Австрию, в 1947 году вернулся в Хорватию с целью организации антикоммунистического выступления, был арестован, осуждён югославским судом за военные преступления и повешен в августе 1948 года.

## Ранние годы
Родился 25 февраля 1919 в местечке Босански-Шамац (ныне Шамац). Учился в начальных школах местечек Орашье и Босански-Брод, окончил среднюю школу в Суботице и работал муниципальным клерком там.

## Вторая мировая война
6 апреля 1941 войска стран блока «оси» вторглись в Югославию, и слабо подготовленная Югославская королевская армия была наголову разбита. Югославия была разделена, и тем самым появилось Независимое государство Хорватия, главой которого стал хорватский националист и фашист Анте Павелич, ранее находившийся в Королевстве Италия. Павелич, лидер движения усташей, получил титул поглавника. Независимое государство Хорватия занимало территорию всей современной Хорватии, всей Боснии и Герцеговины и частично Сербии, являясь де-факто немецким и итальянским квази-протекторатом. Вооружённые силы и полиция нового государства занимались преследованием и истреблением сербского, еврейского и цыганского населения.
Милош прибыл в Загреб в июне 1941 года, встретив своего двоюродного брата, усташского командира Векослава Лубурича, и стал его правой рукой. Лубурич поднимался по карьерной лестнице в Усташской надзорной службе. В октябре Милош был назначен комендантом концлагеря Ясеновац и получил звание надпоручика (старшего лейтенанта). Он также лично отвечал за безопасность хорватского политика Владко Мачека, который находился в тюрьме с 15 октября 1941 по 15 марта 1942. Мачек заметил, что Милош очень часто молился, и спросил того, не боится ли тот наказания свыше за те преступления, которые тот совершал в лагере, будучи комендантом. Милош ответил:

Не говори мне ничего. Я знаю, что буду гореть в аду за то, что я совершил и совершу. Но я буду гореть за Хорватию.

В начале 1942 года Милош был переведён в концлагерь Джяково, но весной уже вернулся в Ясеновац на прежнюю должность коменданта. Неоднократно он соревновался с другими офицерами охраны в способности пытать и убивать как можно большее число заключённых. Часто он наряжался в белый халат, изображая доктора перед больными узниками, а также уводил их под предлогом того, чтобы отправить в госпиталь, затем ставил их в линию к стене и перерезал всем глотки ножом, чем очень гордился. Расправы над еврейскими узниками он называл «ритуальным убийством». Свидетель убийств Милан Флумиани писал:

Как только семнадцать из нас прибыли в Ясеновац, усташи избили нас прикладами винтовок и отвели на кирпичный завод, где Любо Милош уже выстроил две группы, а мы прибывали как особая третья. Маричич спросил Любо Милоша: «В кого мне стрелять первым?» Тот ответил: «Вот ещё прибыли». Оба направили свои автоматы на 40 человек из первых двух групп и расстреляли их всех. Потом он спросил первого из нашей группы, зачем он сюда прибыл, и тот ответил, что виновен в том, что является сербом по рождению, после чего он выстрелил в того в упор. Потом он схватил Лойфера, юриста из Загреба, и спросил про его род занятий. Когда тот ответил, он выкрикнул что-то типа «Юристы мне очень нравятся, подойди поближе» и тут же его убил. Потом он узнал, что третий был врачом из Загреба и приказал ему проверить первых двух и подтвердить, что они мертвы. Когда врач подтвердил, он повернулся к четвёртому человеку, но узнав, что и этот является врачом, «помиловал» всю группу.

Милош также завёл волкодава, спускал его с цепи и позволял ему загрызать до смерти заключённых. Летом 1942 года он прибыл в Италию, чтобы пройти курсы юриспруденции в Турине, но вернулся спустя 10 дней в Хорватию. В сентябре он снова прибыл в Ясеновац и стал помощником коменданта. Войска под командованием Милоша сожгли несколько деревень в октябре 1942 года, разграбив бесчисленные дома, арестовав сотни сербских крестьян и сослав их в лагерях. Вскоре власти арестовали Милоша, но 23 декабря 1942 похлопотавший Лубурич добился его освобождения. В январе 1943 года Милош вступил в Хорватское домобранство и был зачислен в часть из Мостара. В Загреб он вернулся в апреле 1943 года, где оставался до следующей весны. В сентябре был назначен комендантом Лепоглавской тюрьмы.

## Арест и смерть
К концу войны Милош дослужился до звания майора. В мае 1945 года он сбежал из Югославии через Северную Италию при поддержке Римско-католической церкви в Австрию, установив связь с хорватской эмиграцией. В 1947 году он тайно пересёк югославско-венгерскую границу с целью оказания помощи «крижарам», однако 20 июля 1947 был арестован югославскими властями. Милошу предъявили обвинения в военных преступлениях, суд над ним состоялся через год. На суде тот сознался в убийстве заключённых Ясеноваца и подтвердил, что усташи ещё до начала войны готовили планы по уничтожению сербского населения. 20 августа 1948 года Верховный суд Народной Республики Хорватия признал Милоша виновным по всем статьям, и его повесили в тот же день.